# Ньюбилл, Девонте
Девонте Джеррелл Ньюбилл (англ. Devonte Jerrell Newbill; род. 22 мая 1992, Филадельфия, штат Пенсильвания, США) — американский профессиональный баскетболист, играющий на позиции атакующего защитника. Выступает за баскетбольный клуб «Уцуномия Брекс».

## Карьера
В университете Пенсильвании Ньюбилл бы многолетним лидером команды, в составе которой набирал 20,7 очка в выпускном сезоне 2014/2015. После окончания университета выступал за клубы АСВЕЛ, «Акхисар Беледиеспор», «Остенде», «Нью-Зиланд Брейкерс», «Тварде Перники».
Сезон 2018/2019 Ньюбилл начал в австралийском клубе «Кэрнс Тайпанс» с показателями 14,6 очка, 4,2 подбора, 2,5 передачи и 1,2 перехвата за 31,5 минуты в среднем за игру. После окончания регулярного сезона в Австралии стал свободным агентом и перешёл в «Автодор».
В августе 2019 года Ньюбилл вернулся в «Кэрнс Тайпанс».

## Достижения
- Чемпион Бельгии: 2016/2017
- Обладатель Кубка Бельгии: 2016/2017